# Keidrych Rhys
William Ronald Rhys Jones född 1915, död 22 maj 1987, var en walesisk litteraturjournalist, redaktör och poet som använde sig av namnet Keidrych Rhys. Han var gift med Lynette Roberts mellan åren 1939 och 1949.
Rhys var från 1937 redaktör för magasinet Wales. I magasinet publicerade Rhys artiklar, noveller och lyrik av ett flertal kända Walesiska författare och tänkare som till exempel Alun Lewis, Saunders Lewis, Dylan Thomas, Glyn Jones och Lynette Roberts. Artiklarna som blev grunden till Robert Graves bok om mytologi och lyrik, The White Goddess, publicerades där som tre artiklar (Dog, Roebuck and Lapwing) mellan åren 1943 och 1945.